# Emil Ketterer
Emil Ketterer (ur. 6 sierpnia 1883 w Titisee-Neustadt, zm. 23 grudnia 1959 w Solln) – niemiecki lekkoatleta specjalizujący się w biegach sprinterskich, rekordzista świata; po zakończeniu kariery lekarz oraz członek NSDAP i SA.
Niemiec wziął udział w jednej konkurencji lekkoatletycznej podczas V Letnich Igrzysk Olimpijskich w Sztokholmie w 1912 roku. Na dystansie 100 metrów odpadł już w fazie eliminacyjnej – nie ukończył on swojego biegu z powodu kontuzji.
Dwukrotnie był rekordzistą świata: w roku 1911 na 100 metrów z czasem 10,5 sekundy i w 1912 w sztafecie 4 × 100 metrów.
Po zakończeniu kariery Ketterer studiował medycynę na Uniwersytecie Ludwika i Maksymiliana w Monachium. W 1924 roku Niemiec został członkiem SA, a rok później wstąpił do NSDAP. W 1929 roku został członkiem zarządu Nazistowskiego Towarzystwa Medycznego, a cztery lata później był szefem Medycznej Organizacji Wojskowej, Niemieckiego Towarzystwa Medycznego i członkiem najwyższych władz SA. W czasie nocy długich noży Ketterer, który był prywatnym lekarzem Ernsta Röhma, uniknął aresztowania i zamordowania jedynie dzięki dobrym kontaktom z Viktorem Lutze’em – desygnowanym przez Hitlera następcą Röhma w SA.

## Rekordy życiowe
- bieg na 100 metrów – 10,5 (1911)
- bieg na 200 metrów – 23,1 (1910)